# Interstellar Boundary Explorer
A Interstellar Boundary Explorer (IBEX) é uma sonda espacial da NASA cuja finalidade é efetuar pela primeira vez o mapeamento da fronteira do Sistema Solar e o espaço interestelar.